# Onara
Onara is een plaats (frazione) in de Italiaanse gemeente Tombolo.

## Geboren
- Ezzelino III da Romano (1194-1259), heer van de mark Treviso.